# Margaret Ann Neve
Margaret Ann Neve, née Harvey le 18 mai 1792 à Guernesey et morte le 4 avril 1903, est la première femme supercentenaire officiellement enregistrée ainsi que le deuxième être humain à atteindre ses 110 ans après Geert Adriaans Boomgaard. Elle vécut à Saint-Pierre-Port sur l'Île de Guernesey située dans la Manche. Elle est la dernière personne survivante connue au monde à être née dans les années 1790.

## Famille
À la naissance de Margaret, sa famille était déjà bien établie sur l'île. Son père John Harvey, né en Cornouailles en 1771, était le fils de John (1736-1778) et de Margaret Ann Parker (morte en 1790). John Harvey travaillait dans la marine marchande et fut impliqué dans des pillages de navires, ce qui lui a permis d'amasser une belle fortune à travers les années. Il épousa Elizabeth Guille lorsqu'ils eurent 19 ans tous les deux. John mourut le 4 décembre 1820 à l'âge de 49 ans. Elizabeth vécut avec leurs enfants survivants dans une maison appelée « Chaumière » (« Cottage »), qu'elle avait achetée en 1808 . Elizabeth mourut en 1871 à l'âge de 99 ans .
Ensemble, ils eurent sept enfants :
- Margaret (1792-1903)
- John (1793-1865), il épousa Anne Sophia Grut (1802-1844) en 1826 et déménagea à Jersey puis en Angleterre. Ils eurent un fils, Thomas qui servit dans la milice et devint marchand
- Elizabeth (1796-?) qui ne se maria jamais
- Maria (1799-?) et Augusta (1801-?) mortes en bas âge
- Thomas (1803-?) qui émigra aux États-Unis
- Augusta (1804-?) mariée
- Louisa (1805-1821)

## Enfance et mariage
Née Margaret Harvey le 18 mai 1792, l'ainée d'une famille de sept enfants, elle passa la majeure partie de son enfance à Guernesey. Enfant, elle survécut à une chute dans l'escalier qui lui valut une commotion cérébrale et la laissa choquée pendant trois jours .
Margaret se souvient des troubles amenés par la Révolution française à Guernesey ; en ce temps-là, son père commandait la milice de l'île. En 1807, à l'âge de 15 ans, Margaret prit la mer avec son père pour Weymouth mais un orage força leur bateau à s'arrêter à Chesil Beach,.
Elle fut éduquée à Bristol, Angleterre et s'intéressa notamment à la littérature et la poésie. En 1815, elle fréquenta un pensionnat à Bruxelles où elle apprit à parler couramment le français, l'italien et à se débrouiller en allemand et en espagnol. Elle était capable de lire le Nouveau Testament en grec.
Avec sa directrice, elle visita le champ de bataille de Waterloo, peu de temps après la bataille, une fois les corps enterrés. Sur place, Margaret prit des souvenirs qu'elle montra au feld-maréchal prussien Blücher à Londres. 
Margaret fit la connaissance de Charles François Dumouriez, un général des affrontements de la Révolution française, qui l'appela « la spirituelle ».
Margaret épousa John Neve, né en 1779 originaire de Tenterden, Kent le 18 janvier 1823 en l'église de Saint-Pierre-Port. Comme voyage de noces, ils se rendirent sur le champ de bataille de Waterloo, 8 ans après la bataille. Elle vécut en Angleterre pendant leurs 25 années de mariage et à la mort de son époux, en 1849, elle retourna à Guernesey. Ils n'eurent jamais d'enfants.

## Vie adulte et mort
Le recensement de 1871 indique que Margaret A. Neve (78) et sa sœur Elizabeth Harvey (73) vivaient ensemble à la « Chaumière », Rouge Huis, Saint-Pierre-Port, Guernesey. Margaret voyagea à l'étranger et visita différents pays avec Elizabeth. Leur dernier voyage fut en 1872, lorsque Margaret eut 80 ans, à destination de la ville polonaise de Cracovie, qui faisait alors partie de l'Empire austro-hongrois.
Le 18 mai 1899, se tint une réception à Rouge Huis pour célébrer son 107e anniversaire et son entrée dans sa 108e année. Le conseil municipal, les jurats, magistrats et environ 250 autres résidents influents y assistèrent. Malgré son âge, Margaret fut découverte par un reporter du Times en train de faire de la marmelade le lendemain matin. On disait qu'elle n'avait jamais été malade avant l'âge de 105 ans, lorsqu'elle eut la grippe, suivie d'une bronchite à 108 ans. À l'âge de 110 ans, elle grimpa à un arbre pour cueillir une pomme, expliquant qu'elles étaient bien meilleures quand on les mangeait directement de l'arbre.
Un article de journal rapporte qu'elle aimait boire un verre et demi de vieux sherry au déjeuner et du whiskey et de l'eau au diner. Elle avait l'habitude de toujours se lever tôt et ne grignotait ni ne buvait entre les repas. Contrairement à ce que l'on croit, elle n'a pas eu de félicitations de la reine Victoria pour avoir atteint 110 ans. Néanmoins, la famille Harvey (par l'intermédiaire de Louisa, la nièce de Margaret) a correspondu avec la Maison royale, exprimant toute sa gratitude pour une photo dédicacée remise par la reine le 4 mai 1896 .
Margaret mourut le 4 avril 1903, un mois avant son 111ème anniversaire. Elle répétait inlassablement un psaume à haute voix le jour avant sa mort. Les drapeaux de Guernesey furent mis en berne jusqu'à mi-hauteur afin de lui rendre hommage. Elle était l'un des derniers survivants du XVIIIe siècle.

## Voir également
- Liste des supercentenaires britanniques (en)
- Liste vérifiée des personnes les plus âgées
- Augusta Hejnek, la dernière survivante des années 1700 (en)
- Salome Sellers, la dernière survivante des années 1800 (en)